# Placówka Straży Granicznej w Dubiczach Cerkiewnych
Placówka Straży Granicznej w Dubiczach Cerkiewnych – graniczna jednostka organizacyjna polskiej straży granicznej realizująca zadania w ochronie granicy państwowej.
Placówkę SG w Dubiczach Cerkiewnych utworzono w dniu 11 X 2002 roku jako strażnicę SG . 24 sierpnia 2005 roku funkcjonującą dotychczas strażnicę SG w Dubiczach Cerkiewnych przemianowano na placówkę Straży Granicznej.

## Terytorialny zasięg działania
Placówka Straży Granicznej w Dubiczach Cerkiewnych ochrania odcinek granicy państwowej o długości 15,930 km od znaku granicznego nr 1458 do znaku granicznego nr 1425 .
Linia rozgraniczenia:
1. z placówką Straży Granicznej w Czeremsze: wyłącznie znak graniczny nr 1425, dalej granica gmin Dubicze Cerkiewne i Orla oraz Kleszczele i Bocki.
2. z placówką Straży Granicznej w Białowieży: włącznie znak graniczny nr 1458, włącznie ciek wodny Lesna i Chwiszczej, włącznie droga m. Bokówka, włącznie pkt 159,4, włącznie m. Orzeszkowo, włącznie m. Pasieczniki Duże, wył. pkt 157,5, dalej granica gmin Hajnówka i Czyże oraz Dubicze Cerkiewne i Orle[4] .

Poza strefą nadgraniczną obejmuje z powiatu bielskiego gminy: Bielsk Podlaski, Brańsk, Rudka, Wyszki .